# Józef Kobiałka
Józef Kobiałka (ur. 18 marca 1930, zm. 17 marca 1995) – polski prawnik, dyplomata, ambasador w Kambodży (1986–1988).

## Życiorys
Z wykształcenia prawnik. Pracował jako sędzia i prokurator. Konsul oraz p.o. konsula generalnego w Londynie (1962–1966). Zastępca dyrektora Departamentu Paszportowo-Wizowego Ministerstwa Spraw Zagranicznych. Członek polskiej delegacji w Międzynarodowej Komisji Nadzoru i Kontroli w Wietnamie (1969). Od 1970 dyrektor Protokołu Dyplomatycznego MSZ, doradca ministra spraw zagranicznych w Departamencie Prawno-Traktatowym oraz delegat na II Konferencję Badania i Pokojowej Eksploracji Przestrzeni Kosmicznej Organizacji Narodów Zjednoczonych (1982). Od 1986 do 1988 pełnił funkcję ambasadora w Kambodży.
Pochowany w rodzinnym grobie w Grojcu.

## Publikacje
- Józef Kobiałka, Mieczysław Stawicki, Wybrane zagadnienia z prawa : skrypt opracowany na podstawie wytycznych programowych Ministerstwa Oświaty pz. 3-1-21/119/58 z dn. 30.V.1958 r., Warszawa: Stołeczny i Wojewódzki Zakład Szkolenia Spółdz. Pracy "Oświata", 1961, OCLC 838659431. Brak numerów stron w książce